# Gradenbachfall
Der Gradenbachfall ist ein Wasserfall an der Südabdachung des Dachsteinmassivs im Ennstal, Steiermark. Er liegt in der Gemeinde Aich, nördlich von Sonnberg bei Weißenbach, und ist als Naturdenkmal ausgewiesen.

## Geographie
Der Gradenbach fließt im Kemetgebirge vom Ahornsee, westlich des Stoderzinken, schluchtartig der Enns zu. Am Fuß des Kemetgebirges, direkt beim Jagdhaus Gradenbach, fällt er mit etwa 140 m Gesamthöhe über mehrere Geländestufen und bildet den Gradenbachfall.
Der unterste Abschnitt ist seit 1990 auf einer Länge von 65 Metern als Naturdenkmal ausgewiesen (NDM.813, Naturschutzbuch: St-GB-034/Aich), mit 1344 m². Das Denkmal liegt in der Pufferzone des UNESCO-Welterbe-Gebiets Kulturlandschaft Hallstatt–Dachstein/Salzkammergut und im Landschaftsschutzgebiet Dachstein–Salzkammergut (Salzkammergut-Ost, LS 14a).
Der Wasserfall ist auf dem Wanderweg von Sonnberg auf das Dachsteinplateau zu erreichen, der dem Bachlauf folgt.